# Skupina galaxií NGC 5866
Skupina galaxií NGC 5866 (také známá jako Skupina galaxií NGC 5907) je malá skupina galaxií v souhvězdí Draka. Skupina nese označení podle nejjasnější galaxie této skupiny, kterou je Vřetenová galaxie (M102), ačkoli některé katalogy označují za její nejjasnější galaxii NGC 5907.

## Členové skupiny galaxií NGC5866
Následující tabulka ukazuje ty členy skupiny galaxií NGC 5866, na kterých se shodují Nearby Galaxies Catalog, výzkum Pascala Fouque a kol., Lyons Groups of Galaxies (LGG) Catalog, a tři seznamy této skupiny vytvořené při průzkumu Nearby Optical Galaxies.
| Název    | Typ      | R.A. (J2000)  | Dec. (J2000) | Rudý posuv (km/s) | Magnituda |
| -------- | -------- | ------------- | ------------ | ----------------- | --------- |
| NGC 5866 | S0       | 15h 06m 29,5s | +55°45′48″   | 672 ± 9           | 10,7      |
| NGC 5879 | SA(rs)bc | 15h 09m 46,8s | +57°0′1″     | 772 ± 5           | 12,4      |
| NGC 5907 | SA(s)c   | 15h 15m 53,8s | +56°19′44″   | 667 ± 3           | 11,1      |

Dalšími možnými členy skupiny (neuváděnými ve všech výše uvedených zdrojích) jsou galaxie NGC 5866B, NGC 5963, UGC 9776 a UGC 9816.

## Sousední galaxie
Skupina galaxií NGC 5866 leží severovýchodně od dalších dvou skupin: skupiny galaxií M101, kam patří galaxie Větrník (M101), a skupiny galaxií M51, do které patří Vírová galaxie (M51) a galaxie Slunečnice (M63).
Tyto tři skupiny leží v podobné vzdálenosti (podle vzdáleností jednotlivých členů) od naší Galaxie, což naznačuje, že tyto tři skupiny jsou součástí jediné větší volné protáhlé skupiny. Ovšem většina studií, včetně výše uvedených zdrojů, označují tyto skupiny za oddělené celky.